# Inter-IC Sound
Inter-IC Sound（IC間サウンド）とは、IC間でデジタル音声データをシリアル転送するための規格である。一般的にはI²SやI2Sと表記される。

## 規格
I²Sは、3本の信号線から構成される。これらは同期で転送される。信号線の名称はメーカーやデータシートなどにより若干異なる場合があるが、代表的な名称をあげる。
LRCLK
LR Clock（エルアールクロック)。2チャンネルステレオにおいて、音声信号のLチャネルとRチャネルを区別するための信号。WDCLK（Word Clock - ワードクロック）とも記述される。
BCLK
Bit Clock（ビットクロック）。SDATAの信号のタイミングに合わせてラッチする。これによりSDATAが若干ぶれてもビット列を正確に伝送することが出来る。SCLK（Serial Clock - シリアルクロック)とも記述される。
SDATA
Serial Data(シリアルデータ）。デジタル化された音声データのビット列である。
ICの規格によっては、この他に基準クロック用の信号（MCLK）を必要とする場合がある。
MCLK
Master Clock（マスタークロック）。デジタル信号の動作基準となるクロック信号。ICによっては、外部からクロックを供給せずに、上記3信号と同期するようにしてMCLKの供給が必要になることがある。SYSCLK（System Clock - システムクロック）とも記述される。

## 用途
主に、音声用のD/Aコンバータ (DAC) の入力やA/Dコンバータ (ADC) の出力、S/PDIFやUSBからの入力データを転送するためのDAI (Digital Audio Interface) の出力などに用いられている。